# Jean Bart
Jean Bart (21. října 1650, Dunkerque – 27. dubna 1702, Dunkerque) byl původem vlámský korzár, sloužící ve službách francouzského krále Ludvíka XIV. V roce 1694 povýšen na rytíře, od roku 1695 velitel francouzské eskadry a všech královských válečných lodí v provincii Flandry, velitel přístavu Dunkerque.

## Původ
Jean Bart pocházel z rodiny, jejíž členové se už po generace věnovali námořnictví a mezi jeho předky byli korzáři, kapitáni a údajně i jeden viceadmirál. Jeanův otec, Cornel Bart, byl rovněž korzár, stejně jako Jeanův slavný prastrýc, Michel Jacobsen, jemuž se říkalo Liška moře. Jean Bart se narodil v roce 1650 ve vlámském městě Dunkerque, které patřilo v té době pod francouzskou korunu. V roce 1652 dobyli město Španělé, v roce 1658 opět Francouzi a následně ho získala Anglie. Malý, osmiletý Jean Bart se tak v jediný den stal občanem tří států – 11. 9. 1658 se ráno probudil jako španělský poddaný, během dne z něj byl Francouz a večer šel spát jako Angličan. Situace se ustálila až v roce 1662, kdy Ludvík XIV. Dunkerque od Anglie odkoupil. Jean Bart se od dětství plavil na moři, rybařil, dělal plavčíka a staral se na různých obchodních lodích o lodní spižírnu. V sedmnácti letech se nechal najmout Nizozemci a poprvé se vydal do velké námořní války. Stal se řadovým námořníkem na největší lodi nizozemského válečného loďstva Zeven Provinciën a pod velením viceadmirála Michaela Adriaanszoona de Ruytera se zúčastnil bojů proti anglickému loďstvu. Měl to štěstí, že se pod de Ruyterovým vedením zúčastnil i slavné akce, kdy nizozemská eskadra vplula až do ústí Temže a přiblížila se do těsné blízkosti Londýna. Nedlouho po tomto nájezdu na Temži anglo-nizozemská válka skončila a Bart se vrátil do Dunkerque, kde se dával najmout na nizozemské obchodní lodě. Král Ludvík XIV. sice zakazoval obyvatelům Dunkerque pracovat v nizozemských službách, ale jen málokdo na tento zákaz bral ohled.

## Korzár

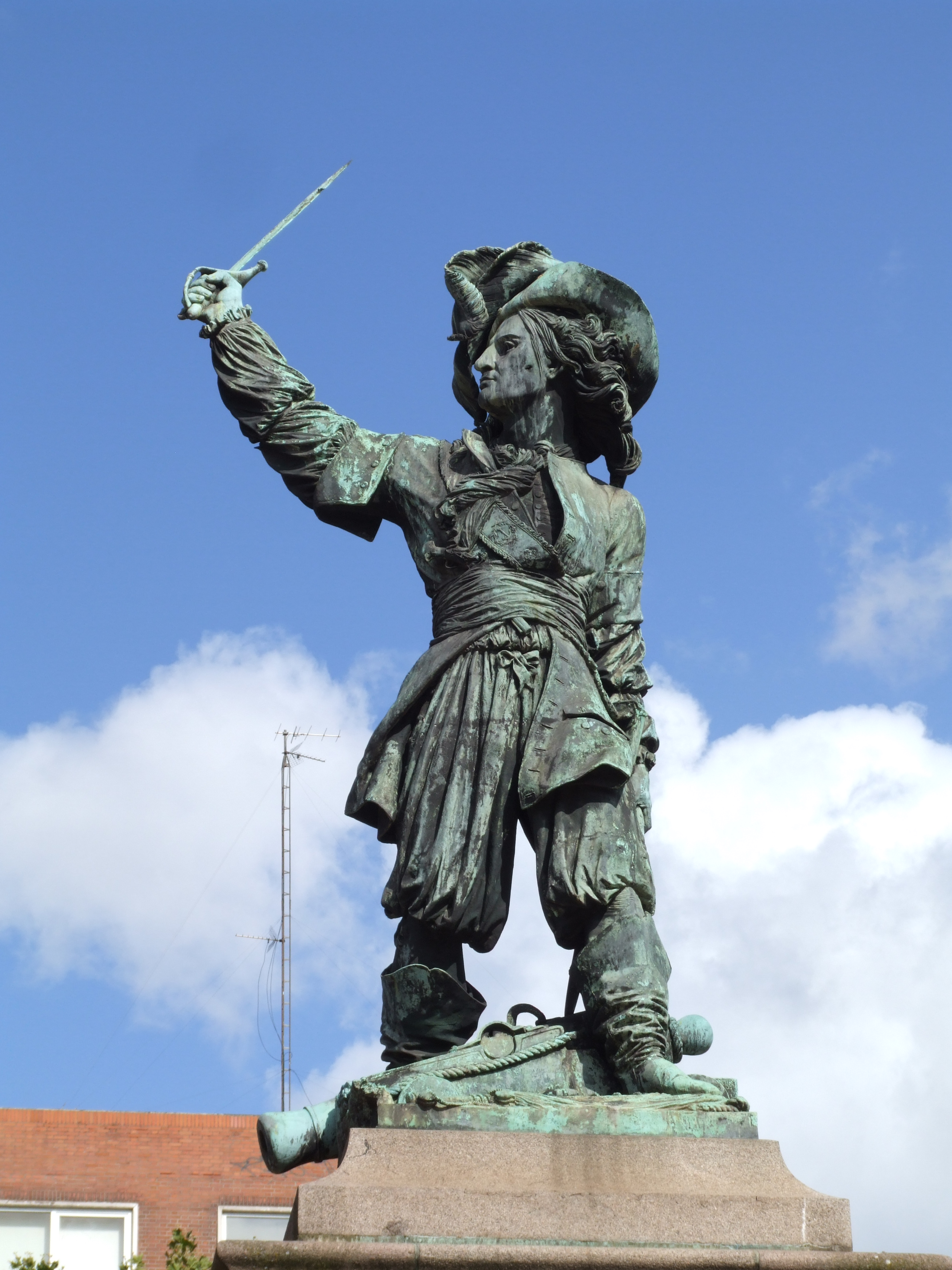
Socha na počest Jean Bart na náměstí Jean Bart v Dunkerque. Vytvořil David d'Angers do 1845.

Po vypuknutí francouzsko-nizozemské války se už ale Jean Bart jasně postavil na stranu Francie a dal se najmout na korzárskou loď jako námořník. Jeho další kariérní postup byl rychlý, už roku 1673 se stal poručíkem na lodi korzára Willema Dorna a ještě téhož roku získal samostatné velení na jedné z ukořistěných lodí. V roce 1674 byl zapsán do francouzských námořních seznamů jako kapitán 1. třídy. Své první korzárské kořisti se pak zmocnil 2. 4. 1674 u ústí řeky Maasy, kdy zajal loď vrchovatě naloženou kamenným uhlím. Do konce roku pak ukořistil dalších šest lodí a rejdař, kterému Bartova loď patřila, byl s výkony svého kapitána velmi spokojený. V následujícím roce získal velení na trochu větší lodi, na fregatě La Royale o výtlaku 60 tun, která měla osm děl a osmdesát členů posádky. Během roku 1674 se podařilo čtyřiadvacetiletému kapitánovi Jeanu Bartovi ukořistit deset obchodních lodí, což mu zajistilo pověst jednoho z nejúspěšnějších dunkerských korzárů. V roce 1675 se jeho jméno poprvé objevuje i ve francouzských novinách Gazette de France, kde je opěvována odvaha tohoto mladého muže, který zajal najednou 26 nizozemských rybářských lodí a dvě fregaty, které je doprovázely. Jean Bart se stával pomalu ale jistě nejúspěšnějším korzárem ve francouzských službách a díky podílům ze zabavené kořisti rostl také jeho majetek. Pomýšlí tedy na sňatek a 3. 2. 1675 se ožení s Nicole Gontierovou, dcerou majitele hostince.

## Další léta
V roce 1676 zažil Jean Bart i nepříjemné chvíle, když prchal se svou lodí před nizozemskou přesilou a byl nucen ukrýt se v Hamburku. Přístavní úředníci si vymohli prohlídku podezřelé lodi, nalezli zde zboží nezapsané v dokladech a fregatu La Royale zabavili. Jean Bart i se svou posádkou z Hamburku uprchl a vrátil se domů. Majitel La Royale přijal celou tuto nepříjemnou věc s pochopením a okamžitě svěřil Bartovi svou nejlepší loď Palme o výtlaku 220 tun, 180 mužích posádky a 26 dělech. Tato investice se rejdaři bohatě vyplatila, jelikož Bart úspěšně pokračoval ve svých přepadech a opakovaně se mu podařilo zajistit další bohatý náklad cukru, mědi a bavlny. Sklady v Dunkerque se plnily i dalším ukořistěným zbožím – konopím, barvířskou solí, kůžemi, kožešinami, velrybím tukem, ovčí vlnou, kakaem, klihem, dřevem, vínem a pálenkou. Za své záškodnické akce proti nizozemským lodím získal Jean Bart od krále Ludvíka XIV. pamětní medaili na zlatém řetězu. V roce 1678 se stal Jean Bart také poradcem generálního inspektora pevnostního stavitelství Sébastiena le Prestre de Vauban, pod jehož stavitelským vedením proběhla přestavba pevnostního systému města Dunkerque. V témže roce, 1678, skončila po šesti letech francouzsko-nizozemská válka, během níž se stal z Barta nejúspěšnější korzár z Dunkerque. Celkem zajal v nizozemské válce sám, či ve spolupráci s jinými korzáry, 81 lodí.

## Doba míru
Konec války s Nizozemskem znamenal pro korzáry podstatnou životní změnu. Zatímco ve válce byli považováni za hrdiny, v dobách míru byla jejich činnost považována za pirátství a trestala se smrtí, takže z většiny korzárských kapitánů se rychle stávali kapitáni obchodních lodí. Stejný osud potkal i Jeana Barta, kterému se ale navíc dostalo té pocty, že byl z vůle krále jmenován do hodnosti poručíka královského námořníka, čímž se z něj stal člen důstojnického a velitelského sboru královského námořnictva. Jednalo se o poctu pouze formální, ale s hodností byl spojen služební plat. Nudný život kapitána obchodní lodě přerušil Jean Bart v roce 1681, kdy vyrazil do Středozemního moře bojovat proti arabským a tureckým pirátům. Výprava nedopadla nejlépe a téhož roku navíc zemřela Jeanova milovaná žena Nicole. Kapitán zůstal sám se svou dcerou a synem Francoisem. A zemřel i velký obdivovatel a přímluvce Jeana Barta ministr Jean-Baptiste Colbert, což kapitán rovněž těžce nesl. Po vypuknutí války s Anglii roku 1683 se Jean Bart ihned vydal na moře, ale válka rychle skončila. Opět přišel mír a s ním i nudný měšťanský život.

## Válka s augšpurskou ligou

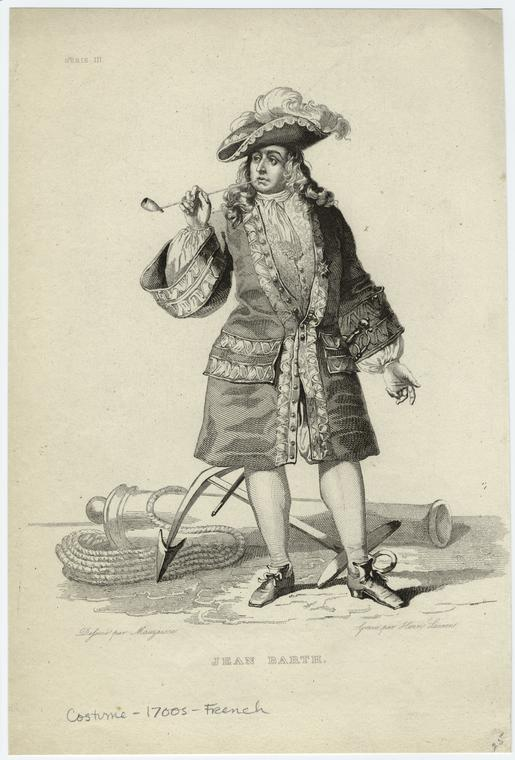
Jean Bart v uniformě, lept

Ve chvíli, kdy vypukla válka Francie proti augšpurské lize (devítiletá válka) se Jean Bart okamžitě ujal velení na korzárské lodi Railleuse, kterou zanedlouho vyměnil za větší fregatu Jeux. Zároveň také nadiktoval pamětní spis, v němž rozebral a vyhodnotil situaci v severních mořích a navrhl řešení, jak zcela ochromit nizozemský námořní obchod. Tento spis se ale na ministerstvu námořnictva nesetkal s větším ohlasem a rovněž Bartova korzárská aktivita byla narušena, když nezískal pod své velení tolik lodí, kolik požadoval. Místo útočné války byl Jean Bart odsouzen jen pasivně chránit francouzské obchodní konvoje. Při jedné nezdařené akci byl Jean Bart spolu se svým spolubojovníkem, korzárem Claudem Forbinem, zajat Angličany a zavlečen do Plymouthu. Ve vězení se jim ale podařilo uplatit strážce a utéct. Občany města Dunkerque byl po svém návratu ze zajetí Jean Bart přivítán jako hrdina a navíc byl povýšen do hodnosti námořního kapitána, což znamenalo, že měl právo velet řadové lodi. V roce 1689 se kapitán Jean Bart podruhé oženil a jeho manželkou se stala Marie Jacqueline Tugghe, dcera notábla z Dunkerque. O rok později už velel samostatné divizi pěti menších lodí. Veliteli na těchto lodích už nebyli korzáři, ale důstojníci královského námořnictva, většinou se šlechtickými tituly. Jean Bart, který nebyl majitelem šlechtického titulu, si ale i u těchto mužů vydobyl patřičný respekt a úctu. Jeho věhlas i nadále rostl, zvláště poté, co se mu podařilo s jeho lodní eskadrou mistrně vyklouznout z přístavu Dunkerque, který byl obklíčen nepřátelským anglickým loďstvem. Po tomto úspěchu byl pozván do Versailles, kde se osobně setkal s králem Ludvíkem XIV.

## Zachránce Francie
Válka s augšpurskou ligou byla tvrdá a vyčerpávající. Muži byli nasazeni v boji, navíc přišla neúroda a ničivé mrazy. Francie nebyla v té době soběstačná v pěstování obilí a většinu obilí tak musela dovážet přes Dánsko z Ruska. Severní moře ale ovládala Anglie a Nizozemsko a Angličané také blokovali a bombardovali většinu francouzských přístavů. V roce 1693 dostal Jean Bart jasný příkaz, zajistit bezpečné doplutí francouzského konvoje s obilím do Dunkerque, odkud už by dále putovalo po souši do Francie. Jean Bart tento nelehký úkol splnil a stal se tak známou a oblíbenou osobností v celé Francii, kterou zachránil před hladomorem. Tento úspěch zopakoval znovu na jaře 1694. Téhož roku se mu podařil ještě jeden mistrovský kousek, když v červnu po těžkém boji u Texelu zajal třicet nizozemských obchodních lodí s obilím. Cena obilí prudce poklesla a země byla na delší čas opět uchráněna od hladu. Jean Bart, nevzdělaný vlámský námořník, prostý kapitán, který mluvil francouzsky jen velmi špatně, si tak svým mimořádným činem vydobyl respekt u šlechty i prostých lidí. Král přikázal na počest těchto událostí razit pamětní medaili, Jeana Barta povýšil do šlechtického stavu a jeho syna Francoise jmenoval podporučíkem. Ještě téhož roku vedl kapitán, a teď už i rytíř, Jean Bart, úspěšnou obranu města Dunkerque proti útočícímu nepřátelskému loďstvu a začátkem roku 1695 se svou eskadrou bezpečně doprovodil další konvoj šestnácti francouzských obilných lodí. V tom samém roce byl Jean Bart jmenován velitelem francouzské eskadry a všech královských válečných lodí v provincii Flandry a znovu úspěšně ubránil přístav Dunkerque před nepřítelem. Vrcholu jeho válečnická sláva dosáhla ještě o rok později, když 18. 6. 1696 svedl vítěznou námořní bitvu u Dogger Banku a následně provedl několik útoků na nizozemské obchodní, rybářské a velrybářské lodě. V Severním a Baltském moři po něm pátraly tři nepřátelské eskadry, ale Bart jim unikal. Celých pět měsíců probíhal neúspěšný lov anglických a nizozemských lodí na záškodníka Jeana Barta. Ten byl po svém návratu domů jmenován velitelem přístavu Dunkerque. V roce 1697 dal král Ludvík XIV. rytíři Jeanu Bartovi další nelehký úkol. Tentokrát měl Bart zajistit bezpečnou plavbu Francoise Louise de Bourbon, prince de Conti do Polska, kde se měl tento králův příbuzný ucházet o polský královský trůn. I tento úkol Bart splnil a prince dopravil nejdříve do Polska a po neúspěšné královské volbě zase zpět domů. Král i princ ocenili Bartovi schopnosti a bohatě jej odměnili.

## Korzárova smrt

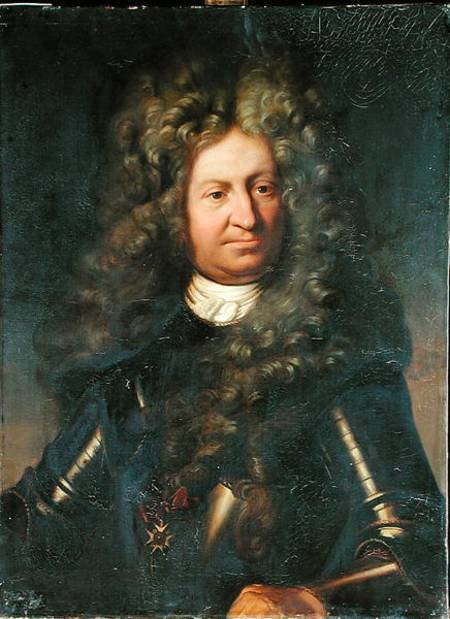
Jean Bart, olej na plátně

Po ukončení války s augšpurskou ligou se Jean Bart vrátil do Dunkerque, kde se mohl konečně naplno věnovat své ženě, svým třinácti dětem a plnění funkce velitele přístavu.
Scházel mu ale dlouhodobý pobyt na moři a válečné akce. Postupně se z něj stal pedantský až tyranský velitel, kterého jeho podřízení nenáviděli. Jeho náladovost a hrubé chování vedly nakonec k celé řadě stížností, které musel řešit samotný král. Ten písemně vyjádřil nespokojenost s chováním Jeana Barta. Pro rytíře byl káravý dopis od Ludvíka XIV. těžkou ranou a od té chvíle upadal stále častěji do depresí. V roce 1701 se ale nálada rytíře Jeana Barta prudce zlepšila, jelikož vypukla válka o španělské dědictví a král přidělil Bartovi do užívání právě dokončenou loď Fendant se sedmdesáti děly. Dřív než se stačil Jean Bart na tuto loď nalodit, zemřel 27. 4. 1702 na zápal plic. Jeho ostatky jsou dodnes pohřbeny v kostele svatého Eliáše v Dunkerque a uprostřed jednoho z hlavních náměstí se tyčí jeho socha.

## Lodě pojmenované po Jeanu Bartovi
Po Jeanu Bartovi bylo v průběhu historie pojmenováno několik desítek lodí. První byla řadová loď spuštěná na vodu roku 1788. V devatenáctém století následovaly další tři řadové lodě a roku 1892 ocelový křižník, který roku 1907 ztroskotal u afrického pobřeží. V roce 1910 byl na vodu spuštěn dreadnought Jean Bart, který se v roce 1914 plavil s francouzským presidentem do Ruska a později byl překřtěn na Océan. V roce 1936 se začala stavět bitevní loď Jean Bart, která po dlouholeté službě skončila ve šrotu až v roce 1970. Na jaře 1988 byla na vodu spuštěna válečná loď Jean Bart, která ve francouzském námořnictvu slouží dodnes.